# Heldergele kaartmot
De heldergele kaartmot (Agonopterix kaekeritziana) is een vlinder uit de familie van de grasmineermotten (Elachistidae). De wetenschappelijke naam van de soort werd als Phalaena kaekeritziana in 1767 gepubliceerd door Carl Linnaeus.
De soort komt voor in Europa.

## Synoniemen
- Tinea liturella Denis & Schiffermuller, 1775
- Phalaena hirundinella Villers, 1789
- Pyralis sparmanniana Fabricius, 1794
- Tinea flavella Hübner, 1796
- Depressaria corichroella Turati, 1924